# Río Stung Pursat
El río Stung Pursat es un río del oeste de Camboya, que nace en los montes Cardamomo y fluye en dirección noreste por la provincia de Pursat hasta desembocar en el lago Sap (Tonlé Sap).